# Escuela de Medicina Dr. José María Vargas
La Escuela José María Vargas de la Universidad Central de Venezuela también conocida simplemente como "Escuela José María Vargas" es una de la dos escuelas de Medicina de la facultad homónima de la Universidad Central de Venezuela, junto a la Escuela "Luis Razetti." Academia de educación superior, se encuentra localizada fuera de la Ciudad Universitaria de Caracas, teniendo sede en la parroquia San José al norte del Municipio Libertador de Caracas, al centro norte de Venezuela.

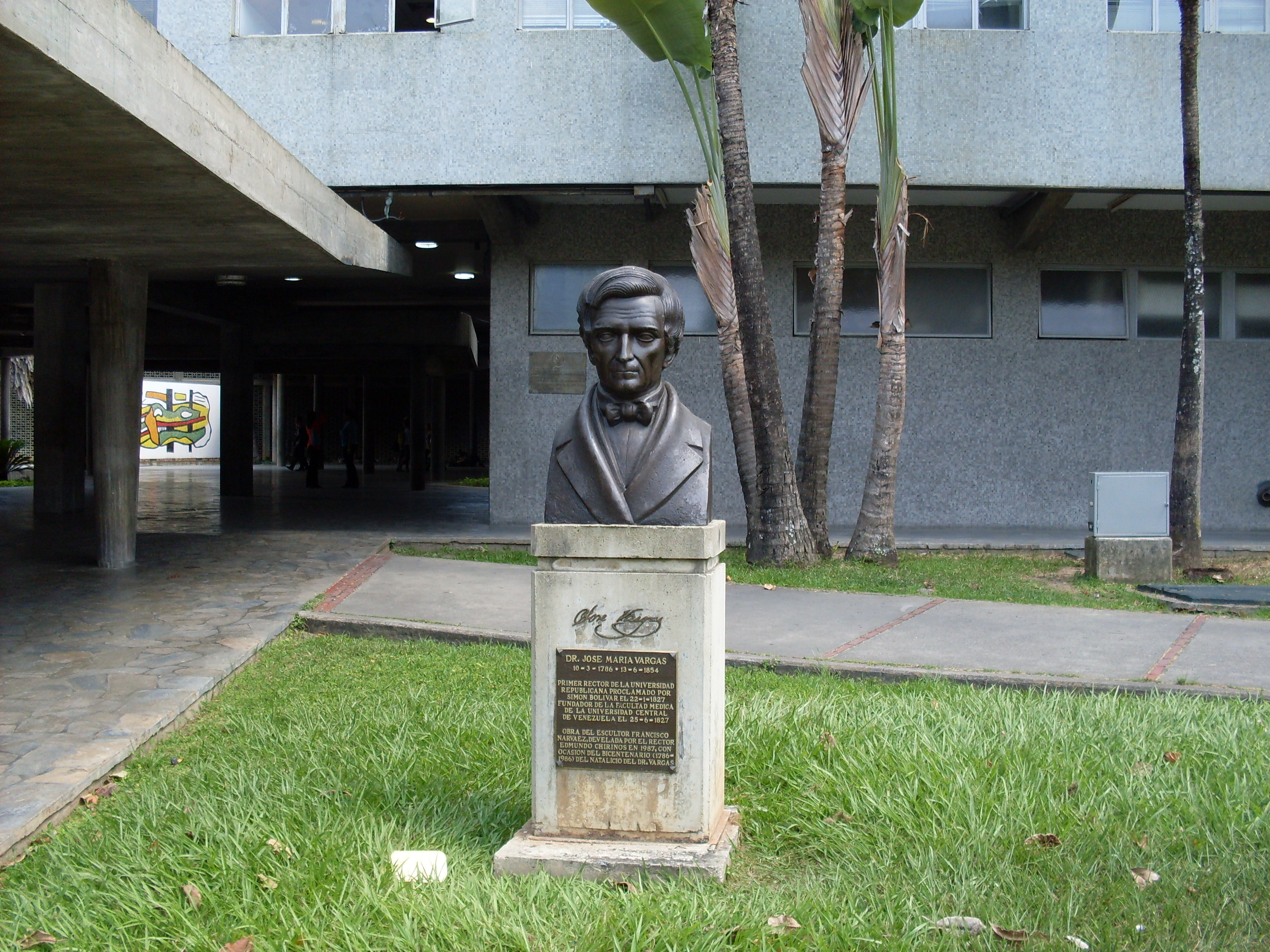
Busto del Dr. José María Vargas en la UCV

Comenzó sus funciones como Escuela de Medicina de San Lorenzo en la década de 1960. Después de que parte de las actividades de la Escuela de Medicina de la Ciudad Universitaria de Caracas adscritas al Hospital Clínico Universitario fueran reubicadas y adscritas al Hospital José María Vargas en 1961. Las instalaciones dentro de la UCV se transformaron en las Escuela Luis Razetti, mientras las ubicadas fuera del lugar adoptaron su nombre actual.
Su trabajo se hace en conjunto con el referido hospital de Caracas y a una red de distintos centros de salud de la capital venezolana.
Debe su nombre al doctor y político venezolano José María Vargas. Su principal labor es la formación de profesionales en medicina general pero realiza investigaciones y capacita en diversas áreas médicas. 